# Sons of Anarchy
 Der er for få eller ingen kildehenvisninger i denne artikel, hvilket er et problem. Du kan hjælpe ved at angive troværdige kilder til de påstande, som fremføres i artiklen.

Sons of Anarchy er en amerikansk tv-serie skabt af Kurt Sutter. Serien debuterede på FX den 3. september 2008. 

## Handling
"Sons of Anarchy" er fortællingen om en ung mands kamp for at finde balancen i livet. Han er netop blevet far og dette giver ham moralske bekymringer i forhold til den motorcykelklub, som han er vicepræsident i, nemlig SAMCRO (Sons of Anarchy Motorcycle Club, Redwood Original). Klubben tjener penge ved at forhandle våben. Serien foregår i en opdigtet by ved navn Charming i det nordlige Californien.
Jackson "Jax" Teller (Charlie Hunnam) er eneste overlevne søn af John Teller (en anden søn, Thomas, døde i barndommen af en defekt i hjertet). John Teller grundlagde SAMCRO med sin bedste ven Piermont "Piney" Winston i 1967. Clay Morrow (Ron Perlman) var den yngste af de originale "Redwood original 9". John Teller var gift med Gemma Teller (Katey Sagal) og da John døde, giftede Gemma sig med Clay og derved blev Clay både præsident for klubben og stedfar til Jackson. Jackson får et barn, Abel, med sin kone Wendy, men de bliver skilt, fordi hun er narkoman, og Wendy bliver derfor sendt på afvænning langt væk fra sin søn. Jacksons gamle flamme, lægen Tara Knowles (Maggie Siff) kommer tilbage til byen, og de genoptager deres følelser og deres forhold.

## Serien vises i Danmark
Sons of Anarchy sendte første gang den 3.marts 2010 og vises hver onsdag meget sen aften ( natten mellem onsdag og torsdag indenfor kl 01:00 til 03:00)